# إفلين كرافت
إفلين كرافت هي ممثلة سويسرية، ولدت في 22 سبتمبر 1951 في زيورخ في سويسرا، وتوفيت في 13 يناير 2009 في Islisberg ‏ في سويسرا بسبب نوبة قلبية.

## وصلات خارجية
- إفلين كرافت على موقع IMDb (الإنجليزية)
- إفلين كرافت على موقع قاعدة بيانات الأفلام السويدية (السويدية)
- إفلين كرافت على موقع قاعدة بيانات الفيلم (الإنجليزية)
- إفلين كرافت على موقع كينوبويسك (الروسية)